# Студеникин, Гавриил Игнатьевич
Гавриил Игнатьевич Студеникин (1781—1844) — подполковник Донского казачьего войска, герой русско-турецкой войны 1828—1829 годов.

## Биография
Родился в 1781 году. Служил в Донских казачьих полках.
В 1812 году принимал участие в отражении наступления Наполеоновской армии в Россию, за отличие был награждён орденом св. Анны 3-й степени (впоследствии переименован в 4-ю степень). Затем в 1813—1814 годах он находился в Заграничном походе.
По окончании Наполеоновских войн Студеникин служил на Кавказе и, будучи в чине войскового старшины и состоя в рядах Донского казачьего Шамшева полка, принял участие в кампании против Турции. В сражении при Дигуре он временно командовал Донским казачьим Леонова 1-го полком и 25 июня 1830 года за отличие в этом бою был награждён орденом св. Георгия 4-й степени
В сражении при сел. Дигуре, 1-го июня 1829 года, с отличным мужеством вёл полк противу превосходного неприятеля, не взирая на невыгоды местоположения, опрокинул конницу и пехоту, и подал первое вспоможение отряду полковника Гофмана, теснимому в десятеро сильнейшим неприятелем. В сражении 2-го июня, при сел. Чабории, оказал отличную храбрость и распорядительность, много способствовал успеху всего сражения и был причиной отбития у неприятеля двух орудий.
2 июля 1830 года Студеникин был произведён в подполковники. В 1839 году Студеникин по невыясненной причине был отдан под суд.
Скончался в 1844 году в станице Кочетовской на Дону.

## Награды
Среди прочих наград Студеникин имел ордена:
- Орден Святой Анны 3-й (4-й) степени (1812 год)
- Орден Святого Владимира 4-й степени (1813 год)
- Орден Святой Анны 2-й степени (1828 год)
- Орден Святого Георгия 4-й степени (25 июня 1830 года, № 4401 по кавалерскому списку Григоровича — Степанова)